# كأس أوكرانيا 2004–05
كأس أوكرانيا 2004–05 (بالأوكرانية: Кубок України з футболу 2004—2005)‏ هو الموسم 14 من كأس أوكرانيا. أقيم خلال الفترة 4 أغسطس 2004 وحتى 29 مايو 2005، وكان عدد الأندية المشاركة فيه 64، وفاز فيه دينامو كييف.